# Paweł Adamowicz
Paweł Bogdan Adamowicz ([pavɛw Bɔɡdan adamɔvit͡ʂ]; 2. listopadu 1965, Gdaňsk – 14. ledna 2019, tamtéž) byl polský politik a právník, starosta Gdaňsku v letech 1998–2019.
Patřil mezi organizátory gdaňské stávky v roce 1988 a byl vedoucím stávkového výboru. Předtím, než se stal starostou, ho v roce 1990 zvolili členem městské rady v Gdaňsku, v letech 1994 až 1998 jí předsedal. Starostou byl zvolen v roce 1998, opětovně 10. listopadu 2002, když získal 72 % hlasů. V roce 2018 byl zvolen potřetí jakožto nezávislý kandidát.
Pawel Adamowicz se za svého života postavil mimo jiné za rovnoprávnost LGBT osob v Polsku.
Dne 13. ledna 2019 byl Adamowicz pobodán útočníkem během vystoupení na charitativní akci v Gdaňsku. Zemřel následující den na následky způsobených poranění ve věku 53 let. Útok měl souvislost s Adamowiczovým vyjádřením, ve kterém prosazoval promigrantské postoje a říkal, že jako člen katolické církve by měl šířit pozitivní láskyplný postoj bez nenávisti vůči všem lidem. Před atentátem obdržel Adamowicz velikou řadu výhružných dopisů, včetně vlastního nekrologu.
Jeho manželkou byla Magdalena Adamowiczová.

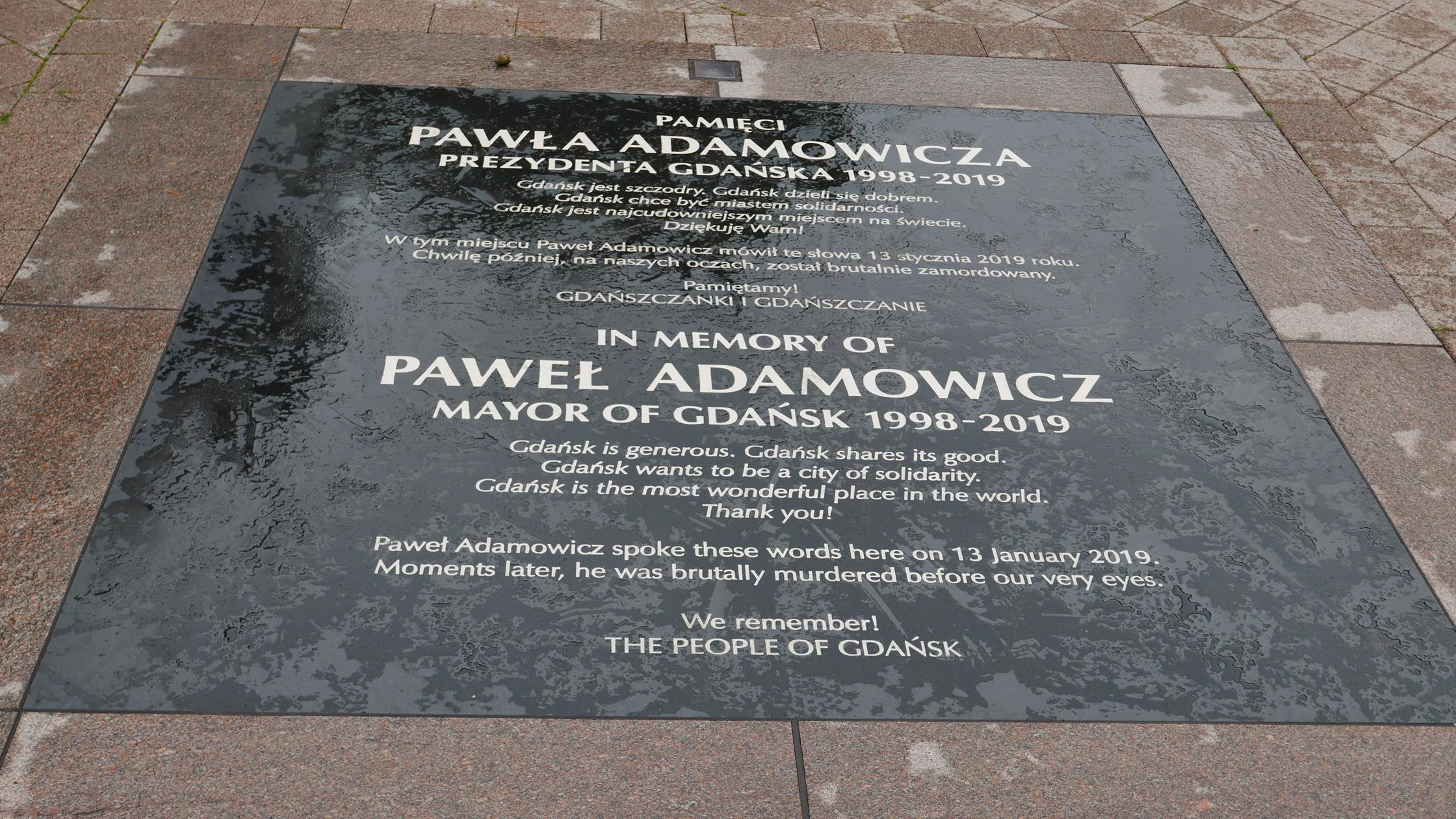
Pamětní deska v Gdaňsku na místě Adamowiczova smrtelného pobodání

Jméno Pawla Adamowicze dostala promenáda v pražské čtvrti Vinohrady.